# Staffanskär, Korpo
För andra betydelser, se Staffanskär.
Staffanskär är en ö i Finland. Den ligger i Norra Östersjön eller Skärgårdshavet och i kommunen Pargas i den ekonomiska regionen  Åboland i landskapet Egentliga Finland, i den sydvästra delen av landet. Ön ligger omkring 87 kilometer sydväst om Åbo och omkring 190 kilometer väster om Helsingfors. Staffanskär ligger 5 meter över havet.
Öns area är 1,5 hektar och dess största längd är 270 meter i nord-sydlig riktning.